# 方唐鏡
方唐鏡（1817年左右—1900年），字鏡泉，以字行，號蓉洲，人稱潘鏡，广东南海縣人，清朝末年狀師，因其為人「荒唐」，花名「荒唐鏡」，後被訛傳為「方唐鏡」，據說晚年皈依佛法，法號澄智，与陈梦吉、刘华东、何淡如并称為“廣東四大狀師”。
潘鏡少年穎悟，大約在十幾歲時就成為秀才，後來考取孝廉，但多次計偕失利，僅止於舉人，戲弄兩廣總督徐廣縉，被革除舉人功名，在广东民间传说中以刁钻精怪，欺压百姓而闻名，人称「扭计师爷」，常在陈梦吉故事中以反面形象出现。

## 影視及舞台劇作品
| 年份 | 國家/地區             | 劇名                       | 性質   | 演員   |
| ---- | --------------------- | -------------------------- | ------ | ------ |
| 1975 | 英屬香港              | 《扭計祖宗陳夢吉》         | 電影   | 張瑛   |
| 1977 | 英屬香港              | 《扭計祖宗》               | 電視劇 | 梁醒波 |
| 1988 | 英屬香港              | 《吉星報喜》               | 電視劇 | 秦沛   |
| 1994 | 英屬香港              | 《九品芝麻官之白面包青天》 | 電影   | 吳啟華 |
| 1997 | 香港                  | 《算死草》                 | 電影   | 羅家英 |
| 1999 | 香港、 中华人民共和国 | 《陳夢吉傳奇》             | 電視劇 | 吳孟達 |
| 2007 | 香港                  | 《鐵咀銀牙》               | 電視劇 | 謝天華 |
| 2013 | 香港                  | 《舌劍上的公堂》           | 電視劇 | 張國強 |
| 2022 | 香港                  | 《大狀王》                 | 舞台劇 | 劉守正 |